# Введенський жіночий монастир (Ніжин)
Введенський жіночий монастир — православний (УПЦ МП) жіночий монастир у місті Ніжині на Чернігівщині.

## Історія
Автор опису Чернігівської єпархії Філарет (Гумілевський) пише, що Введенський жіночий монастир було засновано за царя Олексія Михайловича "вдовою Стародубского полковника Бриславской Ганною".
Придбавши в західному передмісті Ніжина землю, Ганна вирішила збудувати невеликі келії для притулку бідних, а згодом за благословінням архієпископа побудувала два храми. Один — на честь Введення Богоматері в храм, через це монастир і почав називатися Введенським. Тут відсутній нижній ярус — підкліть, але на прямокутних раменах є півкруглі абсиди, криті конхами. Так само, як і в Іоанно-Богословській церкві, в цеглі виконано тонко профільовані та оштукатурені тяги й наличники. Лише барабан не круглий, а восьмериком. Друга церква — на південь від першої, на честь Преподобного Іллі. Це було не пізніше 1660 року.
У 1756 році сталася велика пожежа, котра завдала великої шкоди монастирю: згоріли обидві церкви, а також келії для монахинь.
Кам'яний храм Богоматері був збудований в 1778 році. У 1814 р. відбудовано дзвіницю та храм Преподобного Іллі. У 1863 р. в монастирі відкрили училище для дівчат та лікарню, а також школу іконопису. На відміну від чоловічого монастиря, який користувався популярністю, жіночий монастир сприяв підвищенню культури в місті. У 1877 році училище було закрито, а в його приміщенні влаштовано військовий шпиталь.
До революції 1917 року Ніжинський жіночий монастир мав велику садибу з кам'яною огорожею, в якій були церква й каплиця. Монастир мав господарство й пекарню. Дохідною частиною монастиря був двоповерховий готель, при якому були дві працівниці. У той час чернечий готель вважався найдорожчим готелем Ніжина. Умови були настільки комфортабельні, що багаті холостяки жили там постійно. Крім садиби в місті, монастир мав скит у лісі в урочищі Ветхе на околиці Ніжина, де були церква та велика сільськогосподарська ферма.
У 1927 р. монастир було закрито (за іншими даними це відбулося раніше — у 1936 р.), а приміщення та храми було передано під артилерійський склад. Більшовики розікрали цінності монастиря, знищили багато ікон та церковних реліквій. У 1941 році під час німецької окупації тут було відкрито парафію в головному храмі, однак у 1943 р. радянська влада її закрила.
Монастир відновив своє функціонування лише в 1998 р. за клопотання благочинного Ніжинського району отця Олексія (Покиньбороди). Саме з цього часу в монастирі почалася відбудова й реставрація святині. Храми були в великій руїні, але завдячуючи ніжинцям монастир знову діє й належить до УПЦ (МП). Під керівництвом ігумені Антонії черниці вивчають Закон Божий і такі «мирські» науки, як тваринництво й сільське господарство, оскільки живуть мешканці обителі з того, що виростили на землі, в них є земельна ділянка. станом на 2014 р. у монастирі мешкають 14 монахинь. Серед монашок чимало досить молодих — до тридцяти років. Наймолодшій — 18 років, а найстаршій — 76.
У монастирі діє церковна лавка, де продаються предмети церковної атрибутики, на отримані кошти та на благодійні внески небайдужих ніжинчан монастир і функціонує.
Богослужіння відбуваються у відреставрованому Введенському храмі. Рештки Іллінської церкви були самочинно перебудовані черницями на житло.

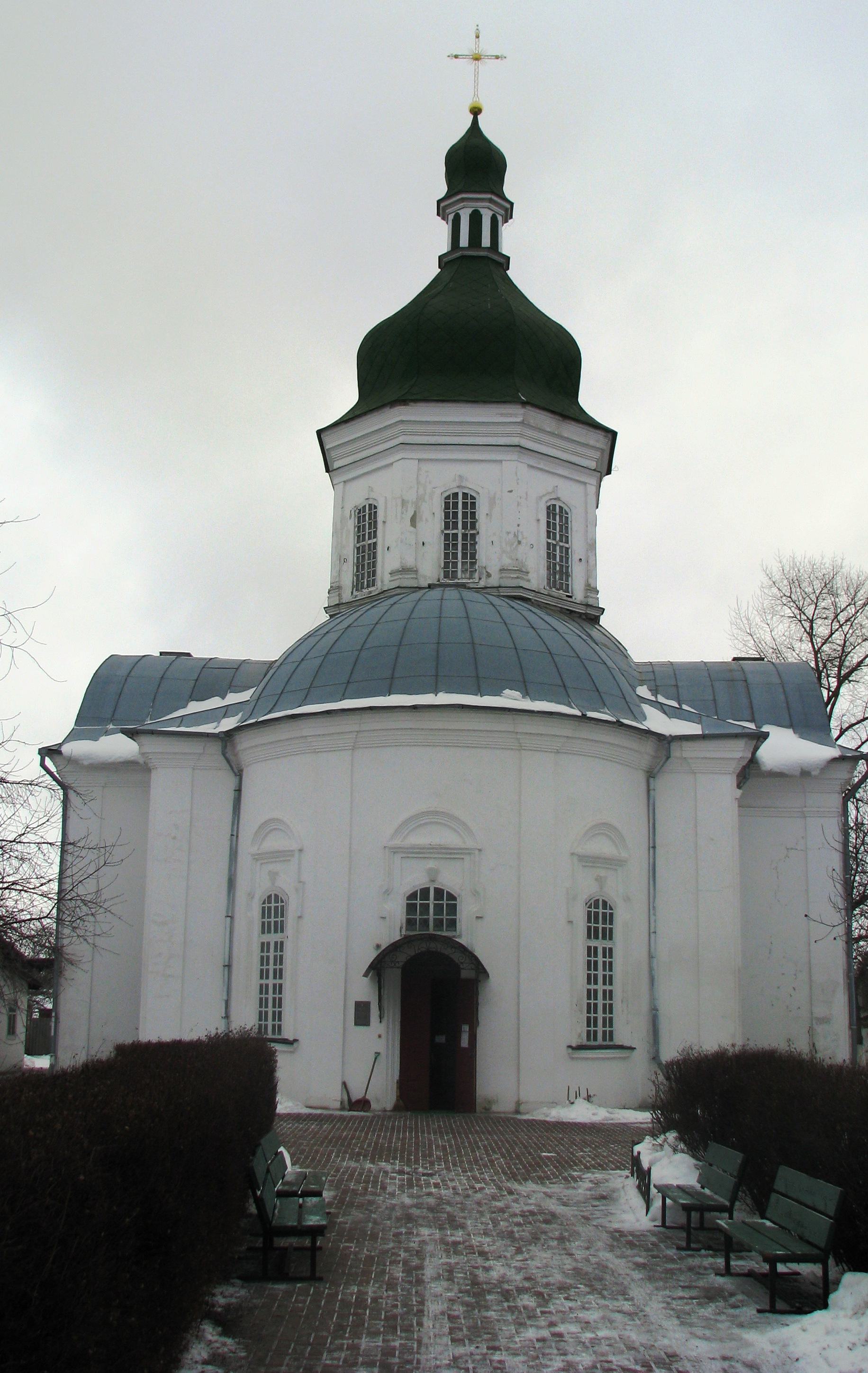
Церква Ніжинського Введенського монастиря

## Персоналії
Ігуменя Меланія Чуйкевичівна — керувала монастирем з 1733 по 1736, і після тяжкої хвороби померла 20 січня 1736 року. Дуже імовірно, що це була Мотря Кочубеївна — донька генерального судді Василя Кочубея, кохана гетьмана Івана Степановича Мазепи. У 1707 році вона вийшло заміж за Семена Чуйкевича, згодом — полкового суддю Ніжинського полку. Імовірно, подружнє життя у Мотрі не склалося, і чоловік відпустив її в монастир.
Ігуменя Єфросинія — за походженням гречанка‚ керувала монастирем із 1775 по 1786 рр. При ній імператриця Катерина пожертвувала 150 рублів під час свого перебування в Ніжині. З доповіді її начальства стало відомо, що на 1786 р. у монастирі перебувало 26 монахинь.
Ігуменя Панкратія — зробила дуже багато для монастиря: насамперед було збудовано огорожу, добудовано теплий храм (не зберігся), збудовано кам'яний корпус для монашок (1857 р.).
Ігуменя Смарагда (Онищенко Іуліанія Аврамнівна) народилася 2 (15) січня 1858 р. в Марківцях (нині — Бобровицького району Чернігівської області). З 7 років вона мешкала в жіночому Введенському монастирі міста Ніжина. У 18 років матушка прийняла постриг з іменем Смарагда. Після смерті ігумені Анни в 1914 році стала настоятелькою обителі. У 1922 р. під час більшовицької кампанії з вилучення церковних цінностей ігуменю Смарагду було засуджено на 3 роки позбавлення волі. Після закриття монастиря у 1927 р. 80 насельниць на чолі з ігуменею Смарагдою було переведено до Козелецького Георгіївського монастиря. У 1930 році матушку вдруге заарештовано «за антирадянську агітацію». Ігуменю Смарагду 3 роки утримували під вартою в Ніжинській в'язниці, що остаточно підірвало її здоров’я. Оскільки попереднім слідством склад злочину не було встановлено, матушку звільнили. 10 січня 1945 р. ігуменя Смарагда мирно відійшла до Господа й була похована в Чернігові. 16 листопада 2011 року відбулося перепоховання її останків на територію Введенського монастиря. 8 травня 2012 року Священним Синодом Української Православної Церкви причислена до лику місцевошанованих святих. 3 травня 2014 року у Введенському жіночому монастирі відбулися урочистості з нагоди прославлення в лику святих преподобної Смарагди Ніжинської, сповідниці.

## Святині
Чудотворна ікона Толзької Божої Матері — образ ікони глибоко шанований православним людом Ніжина, але особливо дорогий тим, хто зцілився завдяки цій іконі. Святиня потрапила до міста в 2000 році, її подарувала ігуменя Толзького жіночого монастиря Варвара, яка народилася на Чернігівщині.
Ще однією святинею Введенського монастиря є ікона Божої Матері «Достойно єсть», написана в 1885 р. на Афоні та подарована кілька років тому архімандритом Херувимом, який мешкає на Чернігівщині.

## Додаткові джерела
- Шафонский А. Ф. Черниговскаго намѣсничества топографическое описаніе. — Кіевъ, 1851. [Архівовано 6 березня 2016 у Wayback Machine.]
- Васютинский Ф. Введенский женский монастырь, 1895 г.